# Ли Шичжэнь
Ли Шичжэ́нь (кит. трад. 李時珍, упр. 李时珍, пиньинь Lǐ Shízhēn; 1518—1593) — китайский врач и фармаколог XVI века.

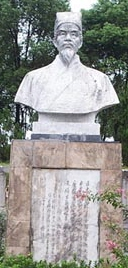
Бюст Ли Шичжэня в ботаническом саду города Ци чжоу

## Бэньцао ганму
Ли Шичжэнь известен своим монументальным трудом «Бэньцао ганму» («Основы фармакологии»), в котором за 27 лет работы обобщил опыт, накопленный китайскими врачами за предшествующие века.
В 52 томах своего произведения он описал 1892 лекарственных средства, главным образом растительного происхождения. Он дал не только описания растений, но и способы, время сбора, методы приготовления и употребления растений для лечения.
Ли Шичжэнь изучал методы лечения народных врачей и вел усиленную просветительскую борьбу, в частности, против распространявшихся в традиционном Китае «пилюль вечной жизни», составленных из ртути и других ядовитых соединений.
В 1956 году китайские кинематографисты сняли фильм «Ли Шичжэнь», заглавную роль в котором исполнил Чжао Дань.
Ли Шичжэнем были написаны 11 произведений,  только три из них сохранились до наших дней: «Бэнь цао ган му», «Бинь ху май сюэ», «Ци цзин ба май као». 

## Сочинения
- Ли Шичэнь. Китайские целебные травы. Классический труд по фармакологии / Пер. с англ. Л. А. Игоревского. — М.: ЗАО Центрполиграф, 2004. — 398 с. — 7000 экз. — ISBN 5-9524-1310-2.